# 중간고사

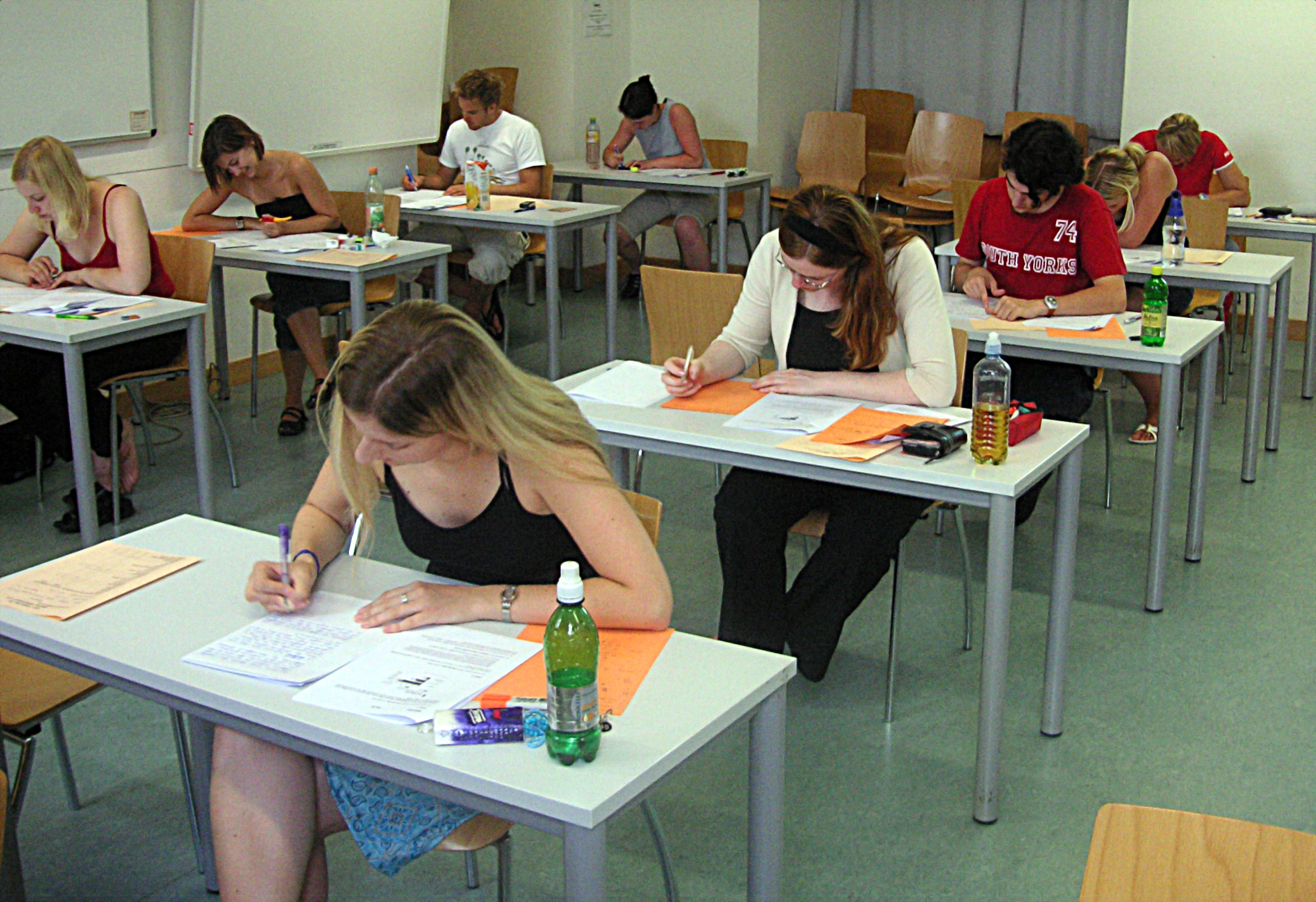

중간고사(中間考査)는 학기 중에 교육을 통해 습득한 지식이나 기술 따위의 능력을 평가하는 시험이다.
대한민국에서 초등학교에서는 중간고사를 치르지 않고 대부분의 중학교, 고등학교, 대학교에서는 중간고사를 치르게 된다.
1학기는 4월 말이나 5월 초에 치르고, 2학기는 10월 초중순에 치른다. 그러나 추석 연휴가 10월 초일 경우에는 2학기 중간고사는 9월 말에 치르게 된다.

## 같이 보기
- 기말고사
- 모의고사

1. ↑   https://ko.dict.naver.com/#/entry/koko/2a65fa6be7e7482d8b86681e8da6aafc. 2024년 12월 11일에 확인함. |제목=이(가) 없거나 비었음 (도움말)